# Sanga-Jurjach
Il Sanga-Jurjach, anche San-Jurjach, (in russo Сан-Юрях?) è un fiume della Russia siberiana settentrionale (Repubblica Autonoma della Jacuzia), tributario del mare della Siberia orientale. Scorre nei distretti Ust'-Janskij ulus e  Allaichovskij ulus.
Nasce dalle alture Urjung-Chastach e scorre nel grande bassopiano della Jana e dell'Indigirka, in una regione piatta e soggetta, durante l'estate, ad estesissimi impaludamenti, punteggiata da piccoli laghi (circa 1.000 nel bacino del fiume); sfocia nella baia Omuljachskaja (mare della Siberia orientale). Il principale affluente è la Čachma (56 km), proveniente dalla sinistra idrografica. Nel corso inferiore è collegato da un canale con il fiume Kjuėnechtjach.
Come tutti i fiumi della zona, è ghiacciato in media dai primi di ottobre ai primi di giugno.